# Parafia Najświętszej Maryi Panny Różańcowej w Różnowie
Parafia Najświętszej Maryi Panny Różańcowej w Różnowie – parafia rzymskokatolicka znajdująca się w archidiecezji warmińskiej, w dekanacie Dobre Miasto.